# Tennistavolo ai Giochi della XXXIII Olimpiade
Le gare di tennistavolo ai Giochi della XXXIII Olimpiade si sono svolte dal 27 luglio al 10 agosto 2024 presso il Paris Expo Porte de Versailles.

## Calendario
| P | QF | Quarti di finale | SF | Semifinali | F | Finale |

| Evento↓/Data →    | 27 lug | 28 lug | 29 lug | 29 lug | 30 lug | 31 lug | 1 ago | 2 ago | 3 ago | 3 ago | 4 ago | 5 ago | 6 ago | 7 ago | 8 ago | 9 ago | 10 ago |
| ----------------- | ------ | ------ | ------ | ------ | ------ | ------ | ----- | ----- | ----- | ----- | ----- | ----- | ----- | ----- | ----- | ----- | ------ |
| Singolo maschile  | P      | P      | P      | P      | P      | P      | SF    | SF    | F     |       |       |       |       |       |       |       |        |
| Squadre maschile  |        |        |        |        |        |        |       |       |       |       | P     | P     | QF    | QF    | SF    |       | F      |
| Singolo femminile | P      | P      | P      | P      | P      | P      | SF    | F     |       |       |       |       |       |       |       |       |        |
| Squadre femminile |        |        |        |        |        |        |       |       |       |       | P     | P     | SF    |       |       | F     |        |
| Doppio misto      | P      | QF     | SF     | SF     | F      |        |       |       |       |       |       |       |       |       |       |       |        |

## Podi

### Uomini
| Evento             | Oro                                   | Argento                                                 | Bronzo                                         |
| Singolo (dettagli) | Fan Zhendong                          | Truls Möregårdh                                         | Félix Lebrun                                   |
| Squadre (dettagli) | Cina Fan Zhendong Ma Long Wang Chuqin | Svezia Anton Källberg Kristian Karlsson Truls Möregårdh | Francia Alexis Lebrun Félix Lebrun Simon Gauzy |

### Donne
| Evento             | Oro                                   | Argento                                       | Bronzo                                            |
| Singolo (dettagli) | Chen Meng                             | Sun Yingsha                                   | Hina Hayata                                       |
| Squadre (dettagli) | Cina Sun Yingsha Wang Manyu Chen Meng | Giappone Hina Hayata Miwa Harimoto Miu Hirano | Corea del Sud Shin Yu-bin Jeon Ji-hee Lee Eun-hye |

### Misto
| Evento            | Oro                          | Argento                                 | Bronzo                                  |
| Doppio (dettagli) | Cina Wang Chuqin Sun Yingsha | Corea del Nord Ri Jong-sik Kim Kum-yong | Corea del Sud Lim Jong-hoon Shin Yu-bin |

## Medagliere
| Pos.   | Paese          | Oro | Argento | Bronzo | Totale |
| ------ | -------------- | --- | ------- | ------ | ------ |
| 1      | Cina           | 5   | 1       | 0      | 6      |
| 2      | Svezia         | 0   | 2       | 0      | 2      |
| 3      | Giappone       | 0   | 1       | 1      | 2      |
| 4      | Corea del Nord | 0   | 1       | 0      | 1      |
| 5      | Francia        | 0   | 0       | 2      | 2      |
| 5      | Corea del Sud  | 0   | 0       | 2      | 2      |
| Totale | Totale         | 5   | 5       | 5      | 15     |